# Drumfanfare
Een drumfanfare is een groep musici met ongestemd slagwerk en koperblazers. Het is een samenstelling van een drumband en een fanfare.
Het repertoire kan bestaat uit mars muziek en bij modernere drumfanfares hoofdzakelijk uit populaire muziek. Daarnaast speelt een drumfanfare ook concertwerken. Een Drumfanfare verzorgt voornamelijk lopende optredens, bijvoorbeeld carnavalsoptochten, defilés, bloemencorso's.

## Bezetting
De bezetting van een drumfanfare is niet specifiek vastgesteld. Van oorsprong is de samenstelling geënt op die van de drumband of signaalkorps, waarbij de blazers voornamelijk koperinstrumenten bespelen. Een standaardbezetting bestaat uit:
- Trompet/Cornet/Bugel
- Hoorn/Mellophone
- Bariton/Eufoniums
- Trombone
- Sousafoon
- Snaredrums (al dan niet aangevuld met percussieinstrumenten zoals onder andere beatring, cowbell, bongo's, guiro)
- Bekkens
- Bassdrum

Daarnaast passen in een drumfanfarebezetting ook mallets, dwarsfluiten en/of piccolo's en saxofoons.
1. ↑  Zie: Alles over onze muziekkorpsen en showbands. Gearchiveerd op 24 juni 2023.